# Bimetallismo

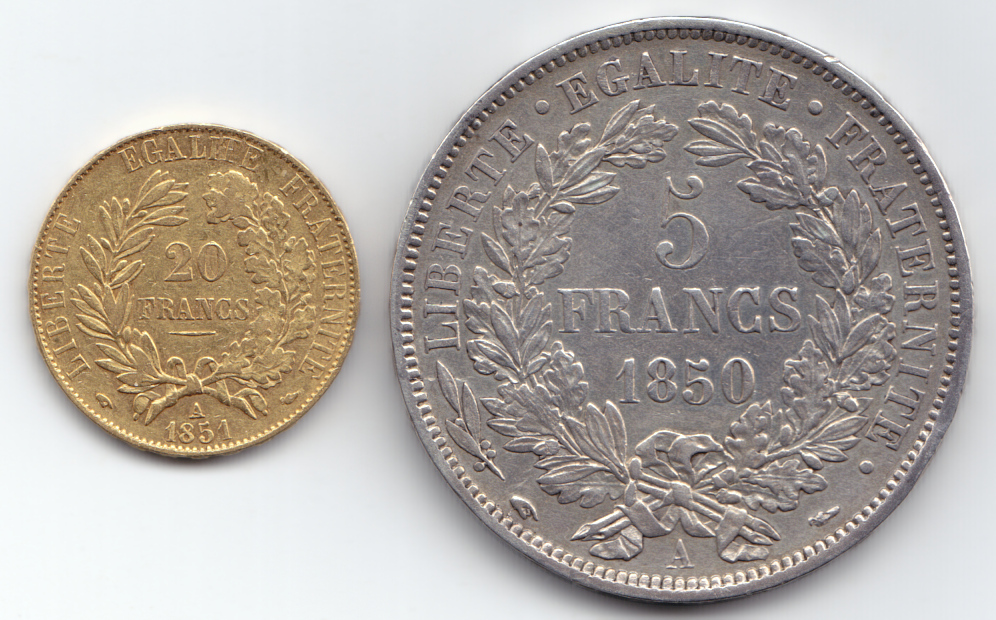
Moneta in oro da 20 franchi e in argento da 5 franchi, periodo della Seconda Repubblica Francese. Peso 6,41 e 24,94 grammi. Il rapporto tra oro e argento 1:15,5 è stato successivamente adottato dall'Unione monetaria latina.

Il bimetallismo è un sistema monetario nel quale il piede monetario può essere espresso sulla base di una determinata quantità sia di oro sia di argento: il rapporto tra le due quantità è fissato per legge.

## Instabilità del bimetallismo
Questo sistema monetario è molto instabile: infatti, a causa delle fluttuazioni del valore commerciale dei metalli, quello con valore superiore al valore della valuta tende ad essere utilizzato come metallo, sparendo dalla circolazione come denaro (legge di Gresham, banalmente espressa dal famoso detto: la moneta cattiva caccia quella buona).
A causa di questa instabilità, tutti i paesi che nell'Ottocento adottarono il bimetallismo, passarono alla fine del secolo al sistema aureo. La causa scatenante di questa instabilità fu la fine della guerra franco-prussiana nel 1871: il risarcimento di guerra pagato in oro dalla Francia alla Germania portò ad un'eccedenza di argento, in quanto la Germania passando al sistema aureo mise sul mercato l'argento. La grande quantità d'argento immessa sul mercato fu tale che la conseguente svalutazione fu irrecuperabile. 
Il 12 febbraio 1873 il presidente Grant firma il "Coinage Act" che decreta la fine del bimetallismo negli Stati Uniti, seguito dal cancelliere tedesco Otto von Bismarck il 9 luglio che a partire dal 1876 valida solo i marchi d'oro, gli altri paesi europei seguono a ruota, gli Stati asiatici che avevano un sistema monetario fondato sull'argento subiscono un forte contraccolpo con una forte svalutazione che innescherà la Grande depressione (1873-1895).

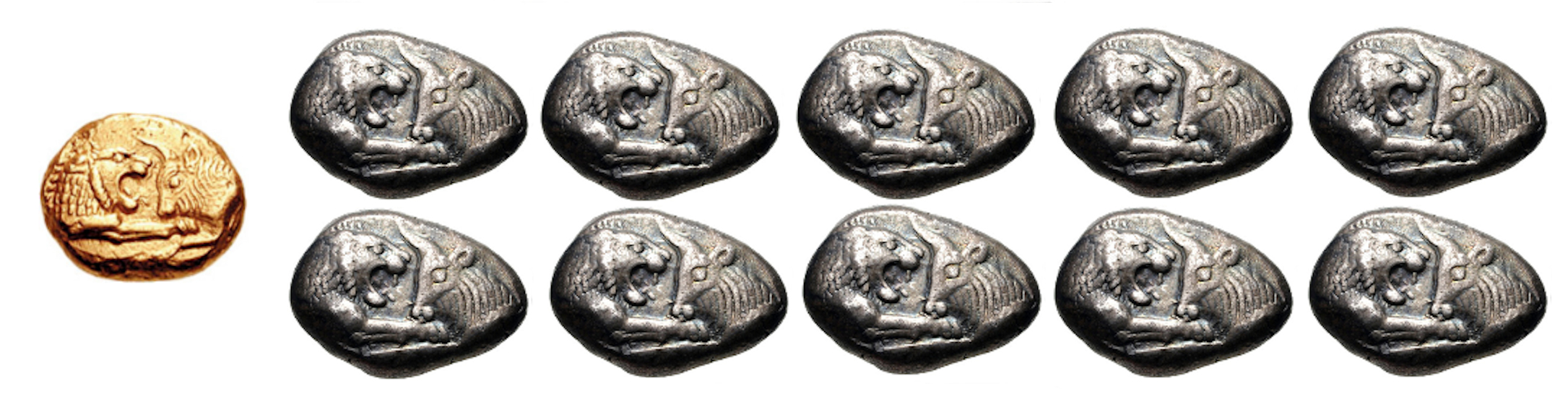
Bimetallismo

Quando in un sistema caratterizzato dal bimetallismo si verifica una speculazione dovuta all'alterazione del rapporto tra il valore dei due metalli, lo Stato sospende la libertà di fusione e coniazione. Se ciò produce l'effetto di rimettere in circolazione sia le monete d'oro che quelle d'argento, può accadere che la moneta forte (valore intrinseco superiore al valore nominale) resti tale mentre quella debole registri un valore intrinseco ancora più contenuto rispetto a quello nominale. Questo fenomeno viene denominato sistema del "Bimetallismo zoppo".